# Meek Arm
Meek Arm – zatoka (arm) jeziora Long Lake w kanadyjskiej prowincji Nowa Szkocja, w hrabstwie Hants; nazwa urzędowo zatwierdzona 2 listopada 1921.